# Реал (Ребола)
Реал Ребола або просто Реал (ісп. Real Rebola) — професіональний екваторіальногвінейський футбольний клуб з міста Ребола з району Бйоко Норте.

## Історія
Футбольний клуб «Реал Ребола» було засновано 1978 року в місті Ребола. Протягом багатьох сезонів клуб грав у Прем'єр-лізі. Свій перший та єдиний титул переможця національного чемпіонату Реал (Ребола) здобув у 1979 році. Більше ніяких титулів клуб не здобував. Зараз клуб виступає у Другому дивізіоні Чемпіонату Екваторіальної Гвінеї.

## Досягнення
- Прем'єр-ліга: 1 перемога

1979